# Дубец (озеро)
Дубец — озеро в Бежаницком районе на юго-востоке Псковской области.
Площадь — 10,3 км², максимальная глубина — 2,4 м, средняя глубина — 0,4 м.
Проточное. Через Сущёвский канал, реки Ашевка и Сороть соединяется с рекой Великая.
Лещово-плотвичный тип озера. Массовые виды рыб: лещ, плотва, окунь, густера, красноперка, золотой карась, ёрш, налим, вьюн, щука.